# 渡邊夕貴
渡邊 夕貴（わたなべ ゆき、1993年1月8日 - ）は、香川県出身の元女子バスケットボール選手である。元アイシン・エィ・ダブリュ ウィングス所属。ポジションはガードフォワード。

## 人物
母・（旧姓）久保田久美は元日本代表の元実業団選手、父・渡邊英幸も元実業団選手、弟はNBAで6シーズンプレーした渡邊雄太というバスケットボール一家である。元フジテレビアナウンサーの久慈暁子は義妹に当たる。
小学生の時にミニバスケを始め、飯山中学在籍時、2006年都道府県対抗ジュニアバスケットボール大会で香川県チームの一員としてベスト8。高校は桜花学園高校に進学し、ウィンターカップベスト8を経験。
卒業後の2011年、アイシン・エィ・ダブリュに入社。2011年11月6日、デンソー戦でWJBL公式戦初出場。2013-14シーズン終了をもって現役を引退

## 経歴
- 桜花学園高 - アイシン・エィ・ダブリュ（2011年〜2014年）